# Église Sainte-Bernadette (Roubaix)
Pour les articles homonymes, voir Église Sainte-Bernadette.
L’église paroissiale Sainte-Bernadette est un édifice religieux catholique situé à Roubaix, dans le département du Nord, en région Hauts-de-France. Implantée avenue Alfred-Motte, elle se trouve en milieu urbain dans un quartier populaire de la ville. L’église appartient à une association diocésaine, la paroisse Notre-Dame de l'Alliance, qui en assure la gestion et la propriété.
Elle est dédiée à Bernadette Soubirous, dite Sainte-Bernadette.

## Localisation
L'église est située en France, dans la commune de Roubaix, dans le département du Nord, à la limite de deux quartiers : les Hauts-Champs et le Nouveau-Roubaix, au 125 Avenue Alfred-Motte.

## Historique

### L’ancienne église Sainte-Bernadette (1935-1990)
La première église dédiée à Sainte-Bernadette à Roubaix fut construite en 1935 par les architectes Michel Vilain et Charles-Paul Serex. Pendant plusieurs décennies, elle desservit la paroisse locale, mais à la fin du XXᵉ siècle, elle s’avéra trop vaste par rapport au nombre de paroissiens, et son organisation intérieure ne correspondait plus aux pratiques liturgiques contemporaines. De plus, elle ne respectait pas certaines normes de sécurité alors en vigueur.
L'évêché de Lille, alors propriétaire du terrain et de l’édifice, décida de vendre l’église ainsi que ses terrains annexes. 
Ainsi, le 29 juin 1990, le conseil municipal de Roubaix prit acte de la vente du terrain par l’évêché de Lille à l’entreprise Camaïeu, qui prévoyait d’y construire de nouveaux locaux pour accompagner son développement. Cette opération, menée en concertation avec la municipalité, entraîna la démolition de l’ancienne église Sainte-Bernadette ainsi que de l’annexe du collège située derrière elle afin de libérer le site pour ce projet industriel. Cette décision fit l’objet d’une consultation auprès des paroissiens dès la mise en place du projet.
Déjà implantée depuis juin 1989 au 162 boulevard de Fourmies, l’entreprise Camaïeu, par la voix de son président-directeur général Jean-Pierre Torck, souligna que cette démarche s’inscrivait dans un esprit constructif. Il précisa qu’une nouvelle église serait édifiée en face, de l’autre côté de l’avenue Alfred-Motte, et que ce nouveau site industriel devait permettre la création de 300 emplois, principalement destinés aux habitants de Roubaix, qualifiés par M. Torck de « bosseurs et courageux ».
Les travaux de démolition commencèrent par l’annexe du lycée Saint-Martin, dont les cours avaient lieu jusqu’en juin. Ces derniers furent provisoirement déplacés dans l’ancien commissariat avenue des Nations Unies, en attendant la construction de nouveaux bâtiments derrière le lycée, rue de Lille.
Avant même que ne débute la démolition de l’église, les fondations du futur entrepôt étaient déjà en cours. Un panneau apposé sur le chantier rappelait que la construction d’une nouvelle église, mieux dimensionnée pour la paroisse, était prévue de l’autre côté de l’avenue.
La démolition de l’église fut réalisée à l’aide d’un boulet de béton suspendu à une grue. Les travaux commencèrent par le chevet et le transept nord, progressant lentement vers la nef puis le portail principal. Pour des raisons de sécurité, une chaussée de l’avenue Alfred-Motte fut barrée, occasionnant des perturbations, notamment pour la station-service Shell voisine, qui vit son chiffre d’affaires diminuer durant cette période.
Cette étape, marquée par une certaine émotion parmi les anciens paroissiens et les habitants, fut un moment difficile. Le bâtiment détruit symbolisait plusieurs générations de croyants et d’histoire locale.

### Le projet et la construction de la nouvelle église (1990-1993)
La recherche d’un nouveau terrain pour reconstruire l’église s’orienta vers un site proche, propriété de la commune, situé à l’angle de l’avenue Alfred-Motte et de la rue Jean-Macé. Ce terrain, d’une surface de 1080 m², était proche de la salle des fêtes de l’école Jules Guesde.
Un concours d’architecture fut lancé pour concevoir la nouvelle église. Le cabinet d’architectes de Philippe Escudié et Olivier Bonte remporta ce concours grâce à un projet respectant le programme demandé : une architecture qui, sans être ostentatoire ou triomphaliste, devait évoquer le sacré tout en tenant compte de la diversité religieuse du quartier. L’idée était aussi d’offrir un lieu de culte fonctionnel, accueillant, et de qualité.
Le financement du projet fut assuré conjointement par l’association diocésaine et la mairie de Roubaix, bien que les détails financiers soient restés confidentiels.
La pose de la première pierre eut lieu le dimanche 15 septembre 1991, en présence de nombreuses personnalités religieuses et politiques, dont le père Jean Deledicque, les abbés Gand et Bernard Declercq, Claude Traullé (secrétaire général de l’évêché) et André Diligent, sénateur-maire de Roubaix. Une foule importante assista à la cérémonie, signe de l’importance de ce nouvel édifice pour la communauté locale.
Les travaux débutèrent fin septembre 1991, et avancèrent rapidement. La construction fut achevée à la fin de l’année 1992, soit un peu plus d’un an après leur commencement. L’inauguration officielle et les portes ouvertes permirent aux habitants du quartier de découvrir ce nouvel espace de culte.

## Description

### Structure et matériaux
L’église Sainte-Bernadette se distingue par une architecture moderne et épurée. Elle est construite en brique jaune, matériau choisi pour son aspect chaleureux et dont les briques ont été importées de Belgique, et en béton armé. Sa toiture est en métal, inclinée à un seul pan, ce qui confère à l’ensemble un volume simple mais dynamique.
Le plan est circulaire, qualifié de « plan massé », avec une nef unique qui invite les fidèles à se rassembler autour de l’autel, placé au centre symbolique de l’édifice.

### Charpente et toiture
La charpente, en bois apparent, est une des caractéristiques les plus remarquables de l’église. Surnommée « arbre de vie », elle est composée de douze branches, une symbolique riche qui soutient la structure tout en créant un effet visuel élégant et spirituel.
Deux clochers se dressent à l’avant, sur l’avenue Alfred-Motte : le premier, haut de 18 mètres, abrite une cloche électrique, tandis que le second, plus court (15 mètres), est surmonté d’une croix. Ces deux éléments ponctuent la façade et marquent l’entrée du lieu de culte.

### Aménagement intérieur
L’espace intérieur est organisé autour d’une nef circulaire capable d’accueillir environ 250 fidèles assis, avec une mezzanine offrant 100 places supplémentaires. La sobriété du décor reflète une volonté de simplicité et de modernité, en rupture avec l’art religieux traditionnel chargé d’ornements.
Le sol est recouvert de dalles bleues de Soignies, une pierre belge réputée pour sa qualité, qui apporte fraîcheur et luminosité à l’ensemble. Le chauffage est assuré par un système intégré au sol, garantissant un confort optimal aux usagers.
L’église comprend également plusieurs salles de réunion et un logement destiné au prêtre, séparés de l’édifice principal par une placette. Un jardin attenant, appelé « jardin du curé », d’environ 200 m², offre un espace de tranquillité et de recueillement.

### Fonctionnalité et symbolique
Le projet architectural répondait à une double exigence : créer un lieu de culte sacré et respectueux des convictions diverses des habitants du quartier, tout en assurant une fonctionnalité optimale pour les célébrations religieuses. Le choix d’un plan circulaire favorise la proximité entre les fidèles et l’autel, facilitant l’interaction et la convivialité lors des messes.
L’église, plus petite que les constructions paroissiales des siècles précédents, traduit aussi une adaptation à la diminution de la fréquentation religieuse contemporaine. L’édifice adopte un style résolument moderne, sobre et clair, en rupture avec les décorations lourdes des anciennes églises.

## Vie paroissiale et usage
Depuis sa mise en service au début des années 1990, l’église Sainte-Bernadette est un centre actif de la vie religieuse locale. Elle accueille les cérémonies traditionnelles catholiques telles que les messes dominicales, les baptêmes, les mariages et les funérailles.
Plusieurs prêtres se sont succédé à sa tête, parmi lesquels Bernard Declercq, René Lharminez, Dominique Pham, Jean-Marie Bonniez, Gérard Vandevyver et Amédée Adje. L’un d’entre eux, l’abbé Declercq, a exprimé sa satisfaction de pouvoir officier dans une église moderne, plus intime et adaptée aux besoins actuels des paroissiens.

## Protection et inventaire du patrimoine
L’église Sainte-Bernadette fait partie d’une enquête thématique régionale consacrée aux églises paroissiales construites dans le Nord-Pas-de-Calais entre 1945 et 2010. Elle a fait l’objet d’un dossier individuel d’inventaire général du patrimoine culturel rédigé en 2005 par Céline Frémaux pour le Conseil régional des Hauts-de-France, service de l’Inventaire du patrimoine culturel.